# Casa Xavier Calicó
La casa Xavier Calicó és un edifici situat a la cantonada de la Via Laietana i la plaça de l'Àngel de Barcelona, catalogat com a bé amb elements d'interès (categoria C). Inclou la numismàtica Calicó, catalogada com establiment de gran interès (categoria E1).

## Història
Els Calicó eren un llinatge documentat des del segle xii a Santa Coloma de Farners, on tenien un mas. El 1745, Francesc Calicó i Mullera, que s'havia establert a Barcelona, va tornar a Santa Coloma en succeir el seu germà Jaume, notari apostòlic. El 1784, Josep Calicó i Calveria (fill menor de Francesc) es va instal·lar a la plaça de l'Àngel de Barcelona. A partir d'aleshores, les generacions successives es van dedicar a diverses branques del comerç, com Josep Calicó i Vives, que es va afeccionar a la numismàtica.
Els seus fills Joan, Xavier i Gertrudis Calicó i Bas van ser expropiats arran de l'obertura de la Via Laietana, i el solar resultant de la reparcelació va ser adjudicat a Xavier, que el 1918 va demanar permís per a construir-hi uns baixos, i novament el 1920 per a remuntar-hi dos pisos, segons el projecte de l'arquitecte Josep Domènech i Mansana. Calicó hi va obrir el primer establiment numismàtic de l'Estat: «Javier Calicó. Plaza del Angel. Compra-venta de toda clase de monedas y billetes a precios muy limitados. Gran surtido en monedas de oro antiguas y modernas de todos los países.»
El negoci (que també incloïa una administració de loteria) va ser continuat pels germans Xavier i Ferran Calicó i Rebull amb el nom X. & F. Calicó. L'any 2007 es jubilà l'últim Calicó i hi entrà la firma Aureo SA. A partir d'aquell moment, el negoci passà a dir-se Aureo i Calicó.

## Descripció
Edifici d'oficines amb tres façanes i una mitgera, amb soterrani, planta baixa i dos pisos.
L'establiment disposa de quatre obertures al carrer, dues a cada façana. L'entrada es realitza pel portal dret de la façana de la plaça de l'Àngel, que compateix l'espai de la porta i amb un aparador. Les altres tres obertures les ocupen els aparadors. Els brancals estan decorats amb plafons de fusta amb relleus florals. A les llindes s'observen plafons de fusta fosca amb el nom de l'establiment amb lletres daurades i decoracions florals als extrems. A la cantonera un plafó de fusta decorada anuncia el nom de l'establiment.
L'interior conserva diversos mobles de fusta de la dècada del 1920, d'estil classicista. També hi ha la finestreta d'una administració de loteria que hi va tenir la família.

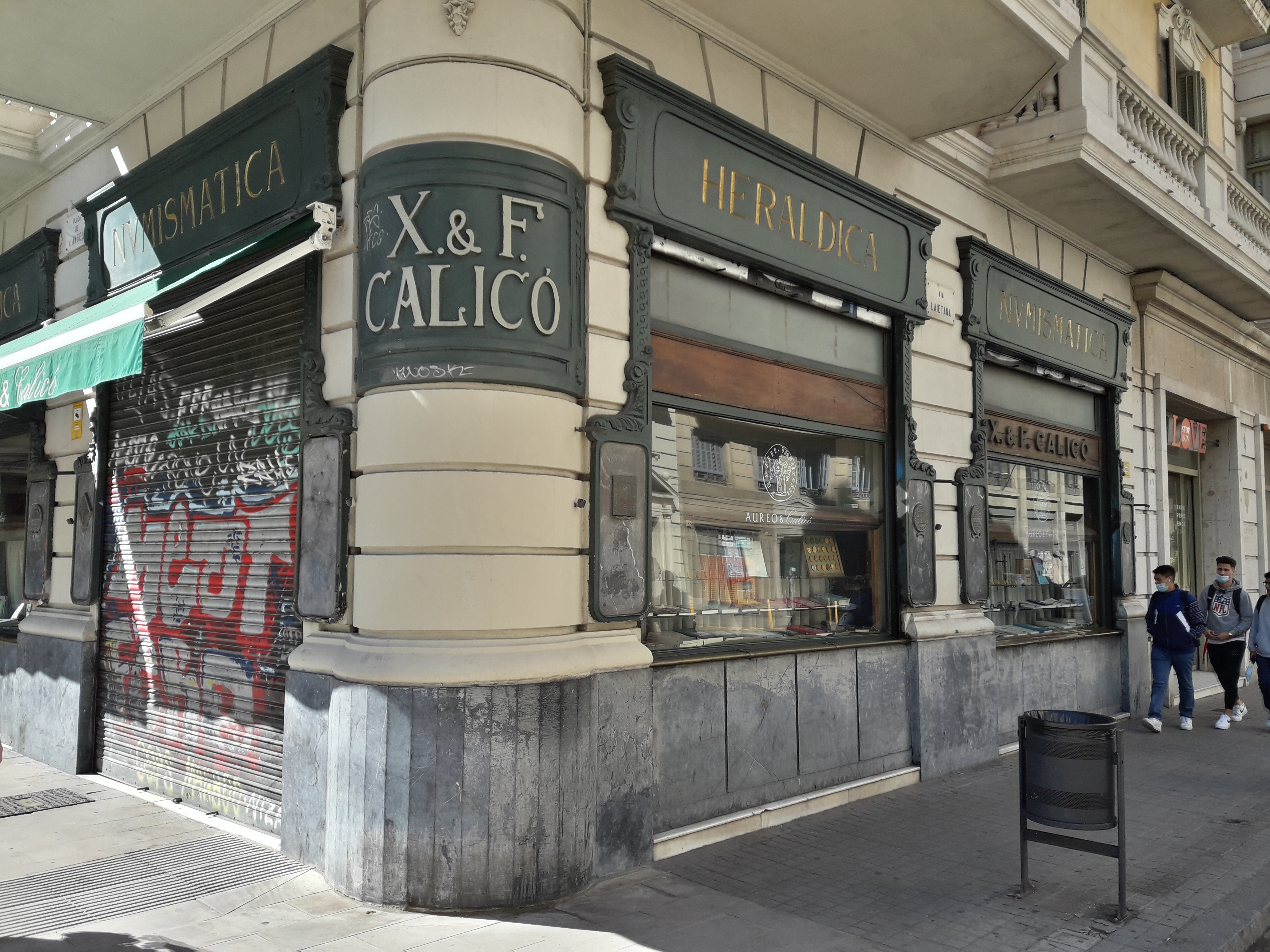
Numismàtica Calicó